# Rosemary Carr
Rosemary Carr (Filadelfia, 2 ottobre 1910 – Ventura, 24 aprile 1987) è stata un'attrice statunitense, attiva come attrice bambina dal 1916 al 1920 (tra i 6 e 10 anni d'età).

## Biografia
Rosemary Virginia Carr nasce a Filadelfia nel 1910. Figlia degli attori William Carr e Mary Carr, recita al cinema come attrice bambina dal 1916 al 1920, assieme ai fratelli John Carr, Stephen Carr e Thomas Carr e alle sorelle Louella Carr e Maybeth Carr. Nel serial cinematografico in 18 episodi Skinnay Comedies, basato sulle strisce a fumetti "The Days of Real Sport" di Clare Briggs, ebbe ruolo di coprotagonista al fianco del fratello John Carr.
Con il passaggio all'adolescenza si interrompe anche la sua carriera attoriale.
Rosemary Carr muore nel 1987 a Ventura (California), all'età di 76 anni.

## Filmografia
Quando manca il nome del regista, questo non viene riportato nei titoli
- The Flames of Johannis, regia di Edgar Lewis (1916)
- Skinnay Comedies, serial cinematografico (1917-19)

1. New Folks in Town (1917)
2. Skinny, School and Scandal (1919)
3. A S'prise Party 'n Ever'thing (1919)
4. A Rainy Day (1919)
5. The Fotygraft Gallery (1919)
6. Saturday (1919)
7. Secret S'ciety (1919)
8. Fire, Fire (1919)
9. A Handy Man Around the House (1919)
10. The City Dude (1919)
11. Company (1919)
12. Burglars (1919)
13. Wonder What a Baby Thinks About (1919)
14. Oh, Man (1919)
15. Before the Circus (1919)
16. Those Distant Cousins (1919)
17. House Cleaning (1919)
18. Circus Day (1919)

- Mamma (Over the Hill to the Poorhouse), regia di Harry F. Millarde (1920)